# Otchłań pokuty
Otchłań pokuty – polski film niemy z 1923 roku. 

## Obsada
- Halina Maciejowska (Mary, córka pianisty Molskiego),
- Wiktor Biegański (Rysio, brat Mary),
- Ryszard Sobiszewski (Molski),
- Antoni Piekarski (leśniczy),
- Jerzy Starczewski (narzeczony Marii)